# Mu'in ad-Din Cziszti

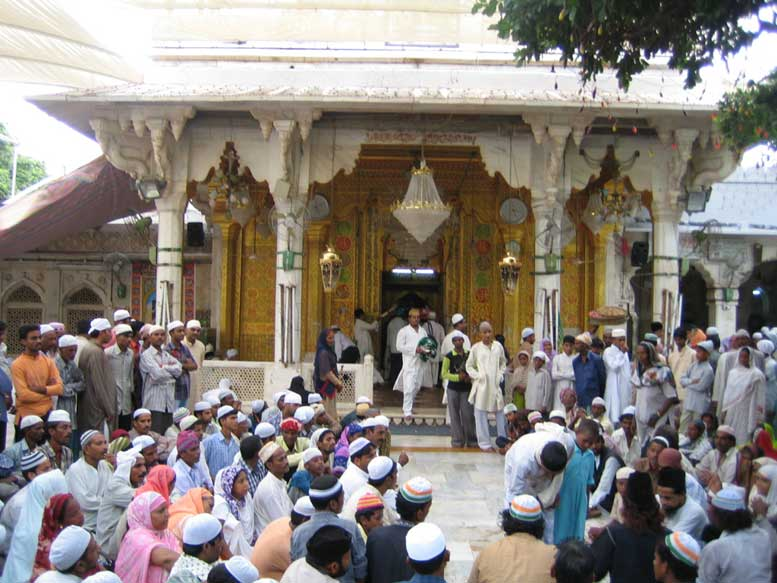
Dargah w Adżmerze

Mu'in ad-Din Cziszti, Chodża Sajjid Muhammad Mu'in ad-Din Cziszti Adżmeri (język perski/urdu: 
خواجہ سیّد محمد معین الدین چشتی اجمیری), znany jako Gharīb Nawāz (język perski: غریب نواز „Dobroczyńca ubogich”. (ur. 1141 w perskim Chorasanie, zm. 1230) – święty suficki. Jeden z najsławniejszych przedstawicieli silsili czisztijja, wprowadził tę tradycję w Indiach.
Dzieciństwo spędził w Persji. Po pobycie w madrasach w Samarkandzie i Bucharze oraz podróżach do Mekki i Medyny dotarł do Adżmeru w Radżastanie i tam osiadł na stałe. Dargah w Adżmerze stanowi ważne centrum pielgrzymek, zarówno muzułmanów, jak i hinduistów.